# Лас-Тетас
Лас-Тетас (исп. Cerro Las Tetas — «гора Сиськи»; официально — исп. Las Piedras del Collado) — две горные вершины, расположенные на севере города Салинас в Пуэрто-Рико.
Название получил из-за сходства с женской грудью. Официальное название — Лас-Пьедрас-дель-Кольядо (с исп. — «камни холма»).
Высота левого пика 840,94 м, правого — 830 м. Базальтовые холмы популярный спот у скалолазов. Поддержкой скалолазных маршрутов занимается компания Aventuras Tierra Adentro
Со 2 сентября 2000 года вершины стали частью природного заповедника Пуэрто-Рико и охраняются законом.